# 2443 Tomeileen
A 2443 Tomeileen (ideiglenes jelöléssel A906 BJ) a Naprendszer kisbolygóövében található aszteroida. Max Wolf fedezte fel 1906. január 24-én.